# Saïdou Simporé
Saïdou Simporé (ur. 31 sierpnia 1992 w Wagadugu) – burkiński piłkarz grający na pozycji prawego obrońcy. Od 2021 jest zawodnikiem klubu US des Forces Armées.

## Kariera klubowa
Swoją karierę piłkarską Simporé rozpoczął w klubie Rail Club du Kadiogo, w którym w sezonie 2011/2012 zadebiutował w burkińskiej pierwszej lidze. W debiutanckim sezonie zdobył z nim Puchar Burkiny Faso. W 2013 roku przeszedł do AS SONABEL z Wagadugu, w którym spędził dwa lata. W sezonie 2015/2016 ponownie grał w Rail Club du Kadiogo, z którym wywalczył mistrzostwo Burkiny Faso.
Latem 2016 Simporé przeszedł do egipskiego klubu El Dakhleya SC. Grał w nim do końca 2018 roku. Na początku 2019 roku przeszedł do Al-Masry Port Said. Swój debiut w nim zaliczył 8 stycznia 2019 w zremisowanym 3:3 domowym meczu z Pyramids FC i w debiucie strzelił gola. Zawodnikiem Al-Masry był do końca sezonu 2020/2021.
W sierpniu 2021 Simporé został piłkarzem Al-Ittihad Aleksandria. Zadebiutował w nim 25 października 2021 w zremisowanym 4:4 wyjazdowym spotkaniu ze Smouhą SC.
| Sezon   | Klub                 | Kraj         | Rozgrywki                   | Mecze | Gole |
| ------- | -------------------- | ------------ | --------------------------- | ----- | ---- |
| 2011/12 | Rail Club du Kadiogo | Burkina Faso | Superdivision               | ?     | ?    |
| 2013    | Rail Club du Kadiogo | Burkina Faso | Superdivision               | ?     | ?    |
| 2013/14 | AS SONABEL           | Burkina Faso | Superdivision               | ?     | ?    |
| 2014/15 | AS SONABEL           | Burkina Faso | Superdivision               | ?     | ?    |
| 2015/16 | Rail Club du Kadiogo | Burkina Faso | Superdivision               | ?     | ?    |
| 2016/17 | El Dakhleya SC       | Egipt        | Ad-Dauri al-Misri al-Mumtaz | 33    | 2    |
| 2017/18 | El Dakhleya SC       | Egipt        | Ad-Dauri al-Misri al-Mumtaz | 31    | 2    |
| 2018/19 | El Dakhleya SC       | Egipt        | Ad-Dauri al-Misri al-Mumtaz | 16    | 0    |
| 2018/19 | Al-Masry             | Egipt        | Ad-Dauri al-Misri al-Mumtaz | 18    | 5    |
| 2019/20 | Al-Masry             | Egipt        | Ad-Dauri al-Misri al-Mumtaz | 16    | 4    |
| 2020/21 | Al-Masry             | Egipt        | Ad-Dauri al-Misri al-Mumtaz | 24    | 2    |

## Kariera reprezentacyjna
W reprezentacji Burkiny Faso Simporé zadebiutował 10 września 2013 w przegranym 1:4 towarzyskim meczu z Nigerią, rozegranym w Kadunie. W 2022 roku został powołany do kadry na Puchar Narodów Afryki 2021. Wraz z Burkiną Faso zajął 4. miejsce na tym turnieju. Rozegrał na nim jeden mecz, w 1/8 finału z Gabonem (1:1, k. 7:6).